# Russell Mulcahy
Pour les articles homonymes, voir Mulcahy.
Russell Mulcahy, né le 23 juin 1953 à Melbourne, dans l'État de Victoria, est un cinéaste australien. Son film le plus connu est Highlander. Il a également réalisé de nombreux clips dans les années 1980 pour des artistes comme Elton John, Duran Duran, The Buggles, etc.

## Biographie
Ancien monteur installé en Angleterre, il débute dans les années 1980. D’abord réalisateur de clips, il passe plus tard à la réalisation de longs métrages, parmi lesquels : Derek and Clive Get the Horn (comédie).
Il se dirige ensuite vers le cinéma de genre dans lequel il peut bien mieux s’exprimer. Razorback, un survival d’épouvante. En 1986, il réalise Highlander (science-fiction) dans lequel il dirige Christophe Lambert et Sean Connery. Le film est un succès. Plus tard, il réalise Highlander, le retour. Cette suite est massacrée par la critique, et ne rencontrera pas le même succès…
En 1988, il commence le tournage de Rambo 3 mais après seulement quelques jours de tournage, il est remercié par les producteurs du film pour "divergences artistiques".
Au cours des années 1990, il réalise plusieurs films : Ricochet, Blue Ice, L'Affaire Karen McCoy et Résurrection (Resurrection).
En 2009, sort Fais-leur vivre l'enfer, Malone !. Il officie à la télévision et ne réalisera plus de long métrage jusqu'à In Like Flynn (2018), film biographique sur Errol Flynn.

## Filmographie
Sauf indication contraire, les informations mentionnées dans cette section peuvent être confirmées par la base de données cinématographiques IMDb,  présente dans la section « Liens externes ».

### Réalisateur

#### Cinéma
- 1979 : Derek and Clive Get the Horn (en)
- 1984 : Razorback
- 1985 : Arena (An Absurd Notion)
- 1986 : Highlander
- 1991 : Highlander, le retour (Highlander II: The Quickening)
- 1991 : Ricochet
- 1992 : Blue Ice
- 1993 : L'Affaire Karen McCoy (The Real McCoy)
- 1994 : The Shadow
- 1996 : Tireur en péril ou Assassin Warrior (Silent Trigger)
- 1998 : La Malédiction de la momie (Tale of the Mummy)
- 1999 : Résurrection (Resurrection)
- 2003 : Swimming Upstream
- 2007 : Resident Evil: Extinction
- 2008 : Le Roi Scorpion 2 : Guerrier de légende (The Scorpion King 2: Rise of a Warrior)
- 2009 : Fais-leur vivre l'enfer, Malone ! (Give 'em Hell, Malone)
- 2018 : In Like Flynn
- 2023 : Teen Wolf, le film (Teen Wolf: The Movie)

#### Télévision
- 1991-1996 : Les Contes de la crypte (Tales from the Crypt) (série télévisée)
- 1997 : Expériences interdites (Perversions of Science) (série télévisée) - 2 épisodes
- 1997-2000 : Les Prédateurs (The Hunger) (série télévisée) - 6 épisodes
- 2000 : USS Charleston, dernière chance pour l'humanité (On the Beach) (téléfilm)
- 2000-2001 : Queer as Folk (série télévisée) - 5 épisodes
- 2001 : Le Bataillon perdu (The Lost Battalion) (téléfilm)
- 2002 : Jeremiah - épisode pilote
- 2003 : Mariés à jamais ou parfois Le tueur des nuits de noces (First to Die) (téléfilm)
- 2003-2004 : Skin (série télévisée) - 5 épisodes
- 2004 : 3: The Dale Earnhardt Story (en) (téléfilm)
- 2005 : L'Île mystérieuse (Mysterious Island) (mini-série)
- 2006 : La Malédiction du pharaon (The Curse of King Tut's Tomb) (téléfilm)
- 2007 : L'Empreinte du passé (While the Children Sleep) (téléfilm)
- 2008 : À pleine vitesse (Crash and Burn) (téléfilm)
- 2009 : Bobby, seul contre tous (Prayers for Bobby) (téléfilm)
- 2015 : Eye Candy (série télévisée) - 2 épisodes
- 2015 : The Lizzie Borden Chronicles (mini-série) - 2 épisodes
- 2010-2017 : Teen Wolf (série télévisée) - 39 épisodes

#### Clips et vidéos musicales
- 1976 : Baby, Please Don't Go d'AC/DC
- 1979 : Circus of Death de The Human League
- 1979 : Duchess de The Stranglers
- 1979 : Empire State Human de The Human League
- 1979 : Video Killed the Radio Star de The Buggles
- 1979 : Wonderful Christmastime de Paul McCartney
- 1980 : Living in the Plastic Age de The Buggles
- 1980 : Bear Cage de The Stranglers
- 1980 : Passing Strangers d'Ultravox
- 1980 : Turning Japanese de The Vapors
- 1980 : Vienna d'Ultravox
- 1981 : Planet Earth de Duran Duran
- 1981 : Bette Davis Eyes de Kim Carnes
- 1981 : Musclebound de Spandau Ballet
- 1981 : Icehouse d'Icehouse
- 1981 : Chant No. 1 (I Don't Need This Pressure On) de Spandau Ballet
- 1981 : The Thin Wall d'Ultravox
- 1981 : Paint Me Down de Spandau Ballet
- 1981 : Sports Fans de The Tubes
- 1981 : Draw of the Cards de Kim Carnes
- 1981 : Young Turks de Rod Stewart
- 1981 : The Fox d'Elton John
- 1981 : Nobody Wins d'Elton John
- 1981 : Just Like Belgium d'Elton John
- 1981 : Je veux de la tendresse d'Elton John
- 1981 : Heels of the Wind d'Elton John
- 1981 : Heart in the Right Place d'Elton John
- 1981 : Fascist Faces d'Elton John
- 1981 : Fanfare d'Elton John
- 1981 : Elton' Song d'Elton John
- 1981 : Chloe d'Elton John
- 1981 : Carla/Etude d'Elton John
- 1981 : Breaking Down Barriers d'Elton John
- 1981 : My Own Way de Duran Duran
- 1982 : Tubes Video de The Tubes
- 1982 : She Loved Like Diamond de Spandau Ballet
- 1982 : Lonely in Your Nightmare de Duran Duran (version originale)
- 1982 : Only the Lonely de The Motels
- 1982 : Instinction de Spandau Ballet
- 1982 : Going to a Go-Go de The Rolling Stones (version alternative)
- 1982 : Gypsy de Fleetwood Mac
- 1982 : Talk Talk de Talk Talk (2e version)
- 1982 : Voyeur de Kim Carnes
- 1982 : Pressure de Billy Joel
- 1982 : Take the L de The Motels
- 1982 : Save a Prayer de Duran Duran
- 1982 : She's Right on Time de Billy Joel
- 1982 : It's Raining Again de Supertramp
- 1982 : Hey Little Girl d'Icehouse
- 1982 : Oh Diane de Fleetwood Mac
- 1982 : Allentown de Billy Joel
- 1982 : Rio de Duran Duran
- 1982 : Night Boat de Duran Duran
- 1982 : Hungry Like the Wolf de Duran Duran
- 1983 : Street Cafe d'Icehouse
- 1983 : Is There Something I Should Know? de Duran Duran
- 1983 : True de Spandau Ballet
- 1983 : Never Say Die (Give a Little Bit More) de Cliff Richard
- 1983 : Say You Don't Know Me de Kim Carnes
- 1983 : I Guess That's Why They Call It the Blues d'Elton John
- 1983 : I'm Still Standing d'Elton John (deux versions)
- 1983 : Lonely in Your Nightmare de Duran Duran (version revisitée)
- 1983 : Total Eclipse of the Heart de Bonnie Tyler
- 1984 : The War Song de Culture Club
- 1984 : The Wild Boys de Duran Duran
- 1984 : Sad Songs (Say So Much) d'Elton John
- 1984 : The Reflex de Duran Duran
- 1984 : Sex (I'm A...) de Berlin
- 1985 : Save a Prayer de Duran Duran (version live)
- 1985 : Wrap Her Up d'Elton John & George Michael
- 1985 : One Hit (To the Body) de The Rolling Stones
- 1985 : Jeanny de Falco
- 1985 : Arena (An Absurd Notion) (film-concept d'un concert de Duran Duran)
- 1986 : A Kind of Magic de Queen
- 1986 : Princes of the Universe de Queen
- 1986 : Divided Hearts de Kim Carnes
- 1986 : A Matter of Trust de Billy Joel
- 1986 : The Flame d'Arcadia
- 1987 : Meet Me Halfway de Kenny Loggins
- 1987 : Sold de Boy George
- 1987 : Pour Some Sugar on Me de Def Leppard (version 1)
- 1988 : I Don't Wanna Go on with You Like That d'Elton John
- 1988 : Town of Plenty d'Elton John
- 1988 : A Word in Spanish d'Elton John
- 1988 : My Heart Can't Tell You No de Rod Stewart
- 1989 : Crazy About Her de Rod Stewart
- 1989 : Healing Hands d'Elton John
- 1993 : Simple Life d'Elton John
- 1995 : Original Sin de Taylor Dayne

### Scénariste
- 1998 : La Malédiction de la momie (Tale of the Mummy) de lui-même
- 2012 : Bait de Kimble Rendall

### Producteur
- 2010-2017 : Teen Wolf (série télévisée) - 100 épisodes
- 2012 : Bait de Kimble Rendall